# 韋奇嶺
80°38′S 29°12′W / 80.633°S 29.200°W
韋奇嶺（英語：Wedge Ridge）是南極洲的山嶺，位於科茨地，屬於沙克爾頓山脈的一部分，處於波因特冰原島峰以西，海拔高度1,145米，在1957年由英聯邦探險隊繪入地圖。